# Ángelos Tsingáras
Ángelos Tsingáras (en grec moderne : Άγγελος Τσιγγάρας), né le 24 juillet 1999 à Portariá en Grèce, est un footballeur grec qui évolue au poste de milieu défensif au Panetolikós FC.

## Biographie

### En club
Né à Portariá en Grèce, Ángelos Tsingáras est formé par le Panetolikós FC. En août 2018 il signe son premier contrat professionnel, d'une durée de quatre ans. Il joue son premier match en professionnel le 10 décembre 2018, lors d'un match de championnat face à l'Apollon Smyrnis. Il entre en jeu lors de cette rencontre remportée par son équipe (2-1).

### En sélection
Ángelos Tsingáras joue son premier match avec l'équipe de Grèce espoirs le 26 mars 2019, face au Monténégro. Il est titulaire et les deux équipes font match nul (1-1).

## Vie personnelle
Il est le frère aîné de Cháris Tsingáras, lui aussi footballeur professionnel.